# سیگرون وودارز
سیگرون وودارز (آلمانی: Sigrun Wodars؛ زادهٔ ۷ نوامبر ۱۹۶۵) دونده دو نیمه‌استقامت زن اهل آلمان بود.
از افتخارات وی میتوان به کسب مدال طلا دو ۸۰۰ متر در بازی‌های المپیک تابستانی ۱۹۸۸ اشاره کرد.